# Selección de baloncesto sub-16 de Inglaterra
La selección de baloncesto sub-16 de Inglaterra es un equipo nacional de baloncesto de Inglaterra, administrado por la Basketball England. Representa al país en las competiciones internacionales masculinas de baloncesto sub-16.
El equipo participó 5 veces en el Campeonato Europeo de Baloncesto Masculino Sub-16 División A: en 1973, 1975, 1995, 2012, y 2015. También ganaron cuatro medallas en la División B del Campeonato Europeo de Baloncesto Masculino Sub-16.

## Participaciones

### Campeonato Europeo de Baloncesto Masculino Sub-16
| Año    | Pos.                  | PJ                    | PG                    | PP                    |
| ------ | --------------------- | --------------------- | --------------------- | --------------------- |
| 1971   | No participó          | No participó          | No participó          | No participó          |
| 1973   | 16°                   | 9                     | 0                     | 9                     |
| 1975   | 18°                   | 6                     | 1                     | 5                     |
| 1977   | No participó          | No participó          | No participó          | No participó          |
| 1993   | No participó          | No participó          | No participó          | No participó          |
| 1995   | 12°                   | 7                     | 1                     | 6                     |
| 1997   | No participó          | No participó          | No participó          | No participó          |
| 2004   | No participó          | No participó          | No participó          | No participó          |
| 2005   | Jugó en la División B | Jugó en la División B | Jugó en la División B | Jugó en la División B |
| 2011   | Jugó en la División B | Jugó en la División B | Jugó en la División B | Jugó en la División B |
| / 2012 | 16°                   | 9                     | 1                     | 8                     |
| 2013   | Jugó en la División B | Jugó en la División B | Jugó en la División B | Jugó en la División B |
| 2014   | Jugó en la División B | Jugó en la División B | Jugó en la División B | Jugó en la División B |
| 2015   | 14°                   | 11                    | 3                     | 8                     |
| 2016   | Jugó en la División B | Jugó en la División B | Jugó en la División B | Jugó en la División B |
| 2019   | Jugó en la División B | Jugó en la División B | Jugó en la División B | Jugó en la División B |
| Total  | 5/33                  | 42                    | 6                     | 36                    |

     Jugó junto a  Escocia y Gales como parte de  Gran Bretaña

### Campeonato Europeo de Baloncesto Masculino Sub-16 - División B
| Año    | Pos.                  | PJ                    | PG                    | PP                    |
| ------ | --------------------- | --------------------- | --------------------- | --------------------- |
| / 2004 | Medalla de bronce     | 9                     | 6                     | 3                     |
| 2005   | 7°                    | 9                     | 5                     | 4                     |
| 2006   | 8°                    | 8                     | 3                     | 5                     |
| 2007   | 4°                    | 8                     | 5                     | 3                     |
| 2008   | 11°                   | 9                     | 5                     | 4                     |
| 2009   | Medalla de bronce     | 7                     | 5                     | 2                     |
| 2010   | 11°                   | 8                     | 5                     | 3                     |
| 2011   | No participó          | No participó          | No participó          | No participó          |
| 2012   | Jugó en la División A | Jugó en la División A | Jugó en la División A | Jugó en la División A |
| 2013   | No participó          | No participó          | No participó          | No participó          |
| 2014   | No participó          | No participó          | No participó          | No participó          |
| 2015   | Jugó en la División A | Jugó en la División A | Jugó en la División A | Jugó en la División A |
| 2016   | 5°                    | 8                     | 6                     | 2                     |
| 2017   | 4°                    | 8                     | 6                     | 2                     |
| 2018   | 7°                    | 8                     | 5                     | 3                     |
| 2019   | 10°                   | 8                     | 4                     | 4                     |
| Total  | 0/16                  | 0                     | 0                     | 0                     |

     Jugó junto a  Escocia y Gales como parte de  Gran Bretaña

## Jugadores

### Equipo actual
En la clasificación de la División B del Campeonato Europeo de Baloncesto Masculino Sub-16 : (último equipo oficial antes de la formación de la selección de baloncesto sub-16 de Gran Bretaña)
| Pos. | No. | Nombre                      | Fecha de nacimiento (edad)         | Altura          |
| G    | 4   | Pierce Maslen               | 2 de enero de 2000 (21 años)       | 1,84 m (6′ 0″)  |
| G    | 5   | Mate Okros                  | 9 de febrero de 2001 (20 años)     | 1,92 m (6′ 4″)  |
| G    | 6   | Jacob Round                 | 3 de abril de 2000 (20 años)       | 1,92 m (6′ 4″)  |
| G    | 7   | Kareem Queeley              | 30 de marzo de 2001 (19 años)      | 1,92 m (6′ 4″)  |
| G    | 8   | Robert Banks                | 5 de enero de 2000 (21 años)       | 1,92 m (6′ 4″)  |
| SG   | 9   | Daniel Ogoro                | 6 de enero de 2000 (21 años)       | 1,92 m (6′ 4″)  |
| F    | 10  | David Obediah               | 12 de septiembre de 2000 (20 años) | 1,94 m (6′ 4″)  |
| F    | 11  | Arinze Emeka-Anyakwo        | 27 de marzo de 2000 (20 años)      | 1,95 m (6′ 5″)  |
| F    | 12  | Hosana Kitenge              | 17 de diciembre de 2000 (20 años)  | 1,98 m (6′ 6″)  |
| PF   | 13  | Oluwadamilola Ogundele      | 19 de diciembre de 2000 (20 años)  | 2,05 m (6′ 9″)  |
| PF   | 14  | Richard Amaefule            | 21 de noviembre de 2000 (20 años)  | 2,02 m (6′ 8″)  |
| C    | 15  | Theodore Hughes             | 9 de julio de 2001 (19 años)       | 2,08 m (6′ 10″) |
|      |     | Robin Joshua Philip Bedford | 24 de julio de 2000 (20 años)      |                 |
|      |     | Charles Wolsey Ratliff      | 7 de julio de 2000 (20 años)       |                 |